# Juha Ylönen
Juha Petteri Ylönen, född 13 februari 1972 i Helsingfors, är en finländsk före detta ishockeyspelare.
Ylönen blev olympisk bronsmedaljör i ishockey vid vinterspelen 1998 i Nagano.
Han är far till Jesse Ylönen, som spelar för Montreal Canadiens i NHL.